# 축구 전술과 기술

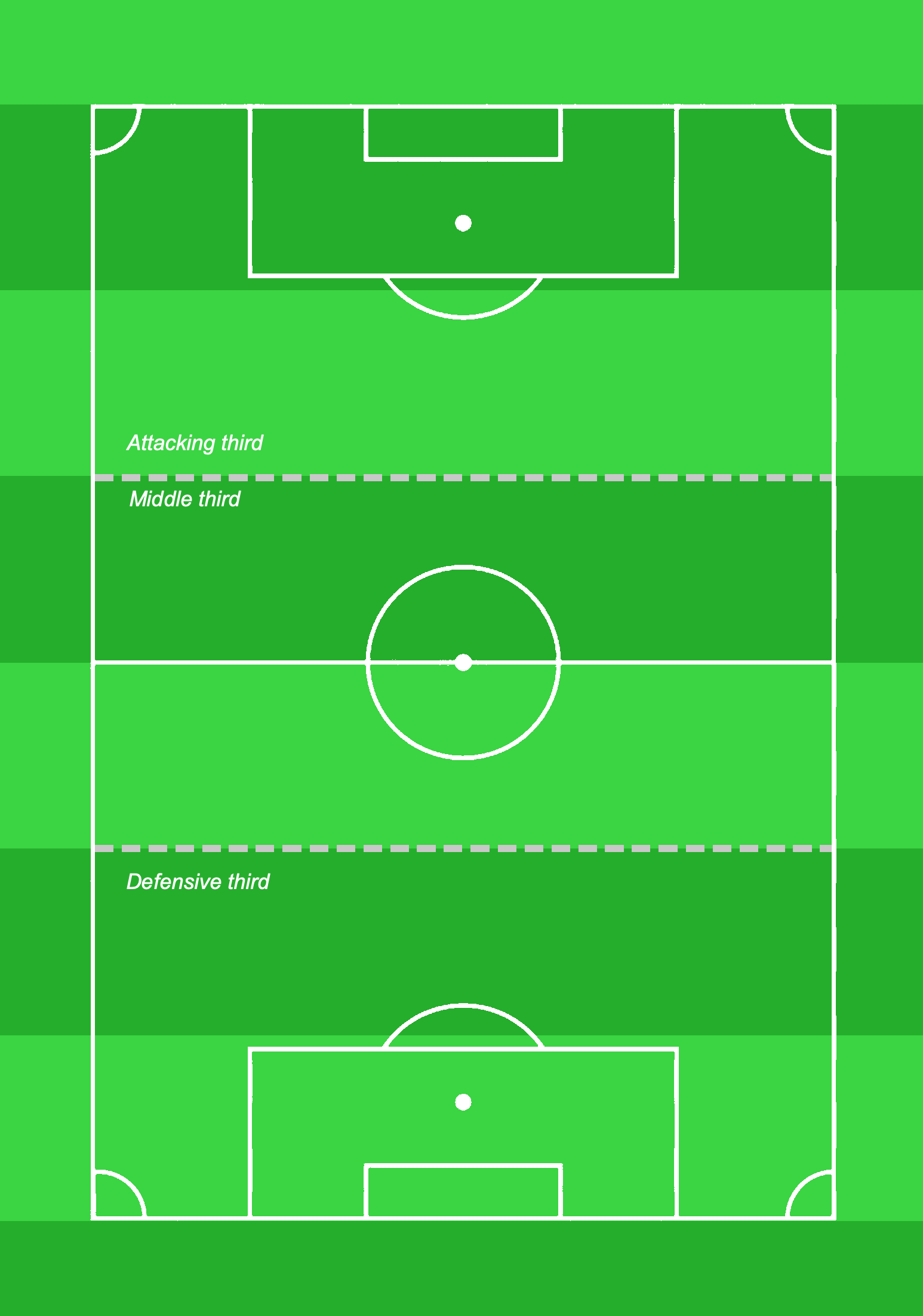
축구 경기장은 세 가지 다른 플레이 단계를 참조하기 위해 피치의 표준 크기가 주어지면 각각 35m의 1/3로 나누어지는 전술 용어이다.

팀 전술과 개인 기술은 축구를 하는데에 있어서 필수적이다. 이론적으로 축구는 케빈 키건의 경기를 승리할 수 있는 전술은 "상대보다 더 많은 골을 넣는 것"이라고 말한 것처럼 매우 간단한 스포츠이다. 그럼에도 불구하고 스포츠에서의 전술적 기량은 그 자체의 장인 정신이며 지도자가 엘리트 수준에서 높은 급여를 받는 이유 중 하나이다. 잘 조직되고 준비된 팀이 더 숙련된 선수가 있는 팀을 종종 이기는 것을 볼 수 있다. 매뉴얼과 책 등에서는 일반적으로 개인의 기술뿐만 아니라 전술도 다룬다.
축구 팀은 10명의 필드 플레이어와 1명의 골키퍼로 구성되어 패스를 경기 전략의 필수적인 부분 부분으로 간주해 어린 나이부터 선수들에게 가르친다.유소년 리그, 아마추어 리그, 세미 프로 리그와 같은 낮은 수준의 게임은 일반적으로 게임의 기초를 가르치는 데 주로 초점을 맞추는 반면, 프로 축구 팀과 관련하여 높은 수준의 경기들은 일반적으로 더 복잡하고 세부적인 전술을  사용한다.
축구 경기는 (다른 스포츠와 비교할 때) 에너지를 절약하는 플레이 스타일이 특징이다. 이는 연장된 플레이 세션(게임에서 2x45분의 연속 플레이), 큰 경기장 크기(표준 크기는 105x68m 또는 7140제곱미터), 제한된 수의 교체 수(팀 및 게임당 3~5개의 교체 카드 허용) 때문이다. 이러한 이유로 전술은 전체 90분 플레이(추가 시간 포함한)를 최대한 활용하는게 중요하다.

## 같이 보기
- 축구의 포지션
- 축구단
- 축구 용어 목록